# Henriette Cohen
Pour les articles homonymes, voir Cohen.
Henriette Cohen, née Bensadon le 17 août 1917 à Marseille et morte le 25 juin 2019 dans la même ville, était la doyenne française des survivants d'Auschwitz.

## Biographie
Henriette Cohen naît le 17 août 1917 à Marseille. Ses parents sont Rachel Ben Mergui et Abraham Bensadon. Elle s’est mariée à Marseille en décembre 1938 à Fernand Cohen.
Elle habite au 153 boulevard Boisson à Marseille quand éclate la Seconde Guerre mondiale. Le 2 juin 1941, un arrêté de la Ville de Marseille relatif au recensement des juifs impose à toute personne juive de faire une déclaration de son statut. Le 3 juillet 1941 son mari décide de se faire recenser, précisant sa situation de famille et son mariage avec Henriette Cohen. En 1943, Henriette Cohen a échappé à une rafle : l'opération Sultan. Elle décide avec son mari, pour échapper aux rafles qui se multiplient, de se cacher à Eyguières. Mais elle y est arrêtée en mai 1944 avec sa belle-mère, Rosine Cohen, alors âgée de 62 ans,. Prévenue, elle parvient à cacher ses deux filles de 3 ans et 14 mois ainsi que sa mère chez des fermiers des environs,. Elle est envoyée au siège de la Gestapo à Marseille, 425 rue Paradis, du 21 au 25 mai 1944, puis à la prison des Baumettes du 25 au 28 mai 1944, et déportée à Drancy du 29 mai au 30 juin 1944. Son mari, Fernand, écrit une lettre à l’UGIF le 13 juillet 1944 pour demander des informations sur son lieu de détention, mais sans succès.
Sa belle-mère et elle sont déportées par le convoi n°76 partant du camp de Drancy vers Auschwitz. À leur arrivée, Rosine Cohen est sélectionnée pour les chambres à gaz, tandis que Henriette Cohen entre dans le camp où elle est internée du 4 juillet 1944 au 1er janvier 1945 et reçoit le numéro A-8541. A l’approche des troupes soviétiques, elle est victime la marche de la mort. Arrivée au camp de Bergen Belsen le 3 janvier 1945, elle est libérée le 15 avril 1945 par l’armée britannique, elle a alors 28 ans.
Elle est rapatriée en France au Lutétia, qui accueille les déportés à leur retour des camps de concentration nazis, le 24 mai 1945. Elle ne pèse alors plus que 35 kg. Elle retrouve son mari ainsi que ses deux fillestqui  été cachées par des fermiers quiet  seront plus tard reconnus comme Juste parmi les nations.
En 1951, Henriette Cohen débute des démarches administratives et réalise une demande d’attribution de statut de déportée politique. Elle habite alors au 273 boulevard Chave à Marseille. L’examen de son dossier prend plusieurs années : deux ans. Sa carte de déportée, numéro 2.113.03680, lui est enfin délivrée le 20 janvier 1953. Elle obtient une pension de 14 400 francs. Elle a du fournir des preuves de sa détention comme les témoignages d’autres déportées présentes dans le camp d’Auschwitz, un extrait de naissance, un extrait de casier judiciaire, trois photos et sa fiche médicale. Ces documents se retrouvent dans son dossier conservé aux archives des anciens combattants et victimes de guerre au Service Historique de la Défense à Caen portant le numéro AC 21 P 628961. Ce dossier contient aussi le récit de deux témoins, dont la mairie d’Eyguières, qui attestent de son arrestation.
Elle met 40 ans avant de raconter son histoire pour la première fois « pour que personne ne puisse nier » la Shoah.
Elle meurt le 25 juin 2019 à Marseille, elle a 6 enfants, 13 petits-enfants et 34 arrière-petits-enfants.

## Mémoire

### Des preuves conservées par Henriette Cohen
À son décès, la famille Cohen retrouve des documents conservés par Henriette Cohen : des articles de presse de journaux comme Le provençal ou Le Marseillais liés à la situation dans les camps après la Libération et la création de lieux de mémoire de la déportation en France, une lettre qu'elle a envoyé à un journaliste du journal Droit et liberté qui écrit la rubrique « Les Quatre vérités », où elle évoque une intimidation d’un juge pendant son audition liée à l’arrestation et au jugement des personnes qui l’ont arrêtée. A cause du manque de confiance en la justice, son mari, Fernand Cohen fait appel à un enquêteur privé et à un nouveau juge.

### Les lieux de la mémoire d'Henriette Cohen
Henriette Cohen décide de s’impliquer pour transmettre la mémoire. Elle va à la rencontre d’élèves dans de nombreuses écoles et accompagne des classes sur le lieu de mémoire du camp d’Auschwitz-Birkenau en Pologne.
Le 6 décembre 1994, à 77 ans, Henriette Cohen rédige une lettre attestant du fait qu’elle a bien reçu le compte rendu de l’assemblée générale prenant note de ce qui a été décidé pour le livre de la mémoire de Bergen-Belsen. Elle atteste avoir eu des renseignements sur ses amies qui étaient dans le camp avec elle et s’apprête à donner des informations.
Au Mémorial de la Shoah à Paris, son nom et son prénom se trouvent sur le mur des noms situé dans la cour extérieure du musée.
Au Mémorial des Déportations de Marseille  un panneau lui est dédié. Il est précisé qu’elle a obtenu la légion d’honneur et fait partie d’une association l’AFMA : l’Association Fonds Mémoire d’Auschwitz.
Durant l’année scolaire 2023-2024, Henriette Cohen est le sujet d’un travail d’une classe de terminale HGGSP1 du lycée Marcel Pagnol de Marseille sur la thématique « être une femme dans le processus d’extermination ». Les élèves ont effectué des recherches d’archives, réalisé un réseau de lieux de Mémoire, une rencontre avec la famille, complété sa fiche Wikipédia et ont effectué une restitution de leur travail organisée par le Mémorial de la Shoah à l’hôtel de la Région Sud en mai 2024.

### Des traces de la mémoire d'Henriette Cohen en ligne
Plusieurs sites sur internet permettent de trouver des traces de la mémoire d’Henriette Cohen et de compléter son histoire. Il y a d’abord les sites liés à la mémoire des déporté.e.s comme celui du Mémorial de la Shoah, Holocaust Survivors and Victims Database, Yad Vashem, mais aussi rescapesdelashoah.org, ou holocaust.org. Il y a aussi les sites officiels d’État comme celui de l’Elysée, ou de journaux comme La Provence.

## Hommage
Sa biographie est exposée au Mémorial des déportations de Marseille

## Pour approfondir